# Vincenzo Bindi
Vincenzo Bindi, né le 31 janvier 1852 à Giulianova, et mort le 2 mai 1928 à Naples, est un historiographe et humaniste italien.

## Biographie
Vincenzo Bindi est né le 31 janvier 1852 à Giulianova de Errico et de Maria Pirocchi.
Il étudie à Naples, où il suit à la fois le cours de théorie du droit et ceux de littérature et de philosophie à la Scuola Normale Superiore.
En 1881, il obtient sa licence définitive pour l'enseignement humaniste dans les écoles du Royaume, bien que jusque-là, il avait été nommé pour trois ans à l'école secondaire Pietro della Vigna de Capua. Plus tard, il enseigne au lycée Mazzocchi de Santa Maria Capua Vetere. En 1900, après une longue régence temporaire, il prend la direction définitive de l'Ecole Normale Féminine de Santa Maria Capua Vetere.
Il est un historien de l'art, en particulier de la région des Abruzzes, et en 1889 il publie l'ouvrage Monumenti storici ed artistici degli Abruzzi, dal secolo IV al secolo XVIII (Monuments historiques et artistiques des Abruzzes), qui a conduit à une valorisation culturelle de tout le patrimoine artistique de la région des Abruzzes avec un texte d'environ 1. 000 pages et un volume de planches d'artistes importants de l'époque (Gonsalvo Carelli, Filippo Palizzi, Valerico Laccetti (en), Francesco Paolo Michetti, Raffaello Pagliaccetti (en), Teofilo Patini, Gennaro Della Monica, Costantino Barbella, Pietro Piccirilli, Pasquale Celommi, L. de Laurentiis).
Il épouse Rosina Carelli, fille du célèbre peintre Consalvo Carelli, un important représentant de l'école du Pausilippe.
Il parcourt la moitié de l'Europe, visitant l'Angleterre, la Belgique, les Pays-Bas, l'Allemagne et la Suisse.
Il meurt à Naples le 2 mai 1928. À sa mort, il lègue à la municipalité de Giulianova sa collection d'œuvres d'art, en particulier des peintures de l'école napolitaine, ainsi que sa riche bibliothèque, qui comprend des livres très rares dont deux incunables et trente-deux cinquecentina. La collection Bindi est exposée au Splendour Art Museum de Giulianova.
Aujourd'hui, la bibliothèque municipale et la galerie d'art civique portent son nom. Il est inhumé dans le cimetière de Giulianova.

## Publications
- (it) Artisti Abruzzesi. Pittori scultori architetti maestri di musica fonditori cesellatori figuli, dagli antichi a' moderni. Notizie e documenti, Naples, De Angelis e figlio tipografi, 1883, l'index de l'œuvre est disponible sur delfico.it.;
- (it) Monumenti storici ed artistici degli Abruzzi, Naples, Giannini, 1889, 2 volumes (étude de Vincenzo Bindi avec préface de Ferdinando Gregorovius. Œuvre accompagnée de notes et de documents inédits, illustrée de deux cent vingt-cinq tableaux en fototipia). (lire en ligne)

## Épistolaire
Vincenzo Bindi a laissé plus de deux mille lettres, reçues par les personnalités les plus importantes de la culture italienne et étrangère. Ils sont maintenant déposés à Giulianova, à la bibliothèque portant son nom et rassemblés dans 27 dossiers.

## Crédit d'auteurs
- (it) Cet article est partiellement ou en totalité issu de l’article de Wikipédia en italien intitulé « Vincenzo Bindi » (voir la liste des auteurs).